# Тобілевич-Кресан Марія Іванівна
Марі́я Іва́нівна Тобіле́вич-Кресан (Прохорова; 19 грудня 1883 — 1 жовтня 1957) — українська письменниця-перекладачка, театральна діячка, викладачка іноземних мов.

## Життєпис
Прийомна донька Івана Карпенка-Карого, донька його другої дружини Софії. Закінчила ліцей у Парижі, досконало знала кілька іноземних мов. Організаторка та драматургиня лялькового театру в Києві. Допомагала Панасові Саксаганському в літературній праці. Підготувала до друку спогади своєї матері Софії Тобілевич «Мої стежки і зустрічі» (1957).
1917 року викладала французьку мову в Другій київській гімназії, також викладала у Київської гімназії Конопацької. Згодом працювала завідувачем педагогічною частиною Першої української трудової школи Дурдуківського.
На початку 1930-х років її заарештували. Юрій Хорунжий у статті «Останній лоцман» (2005) писав: «Заарештували зовсім несподівано Марію Тобілевич-Кресан, доньку Івана Карпенка-Карого і Софії Віталіївни, небогу братів Тобілевичів, до того ж секретарку Панаса Карповича, яка приходила до нього допомагати записувати театральні спогади та звіряти переклади Шекспіра з оригіналом, знала-бо досконало кілька іноземних мов, скінчивши ліцей у Парижі…». Марія Іванівна у «справі СВУ» була заслана до Сибіру, звідки її визволив дядько — славнозвісний актор Панас Саксаганський.

Могила Марії і Софії Тобілевич

Під час німецької окупації Києва організувала в місті «Будинок дитини», залучила до роботи в ньому відомих митців. Серед них співачка Олена Петляш, актриси Є. Ожеговська, М. Склярова, хореограф О. Манасевич, режисер М. Ізапольська, художник Охрім Судомора.
Похована в Києві на Байковому кладовищі. На могилах Марії Іванівни та її матері Софії Віталіївни спільний пам'ятник: велика квадратна стела з чорного граніту з українським орнаментом. Є напис «Тобілевич Софія Віталіївна, 1858—1953. Марія Іванівна Тобілевич-Кресан, 1883—1957».

## Електронні джерела
- Юрій Хорунжий. Останній лоцман